# Филиатра
Филиатра́ (греч. Φιλιατρά) — малый город в Греции. Расположен на высоте 62 метра над уровнем моря, в 2 километрах к востоку от побережья Ионического моря на юго-западной оконечности Пелопоннеса, в 210 километрах к юго-западу от Афин, в 48 километрах к северо-западу от Каламаты и в 41 километре к северо-западу от аэропорта «Капитан-Василис-Констандакопулос». Входит в общину (дим) Трифилию в периферийной единице Месинии в периферии Пелопоннес. Население 5969 жителей по переписи 2011 года. Третий город по величине в Месинии после Каламаты и Месини.
Национальная дорога 9 проходит по южной и западной окраине города. Находится севернее Гаргальяни, южнее Капарисии.
Портом для Филиатры служит деревня Лименарион, которая находится в 1,5 километра к западу. В прошлом портами служили Айия-Кириаки и Агрилос.
Небесным покровителем города является Святой Харалампий, день памяти которого отмечается 10 (23) февраля. На въезде в город установлена копия Эйфелевой башни высотой 26 метров.

## История
На месте деревни Айия-Кириаки был древний город Эрана. Филиатра существует с XVI века. Название происходит от греч. φρέαρ «колодец». Город процветал в XIX веке. В 1871 году на центральной площади построен фонтан, заказанный во Флоренции. В тот же период на мэрии установлены часы из Милана. Филиатра была разрушена землетрясением 15 августа 1886 года.
В районе Филиатры сохранились средневековые и византийские памятники, в том числе монастырь Айос-Христофорос, монастырь Эвангелистриас, церковь Панайя-тис-Влахернас, церковь Айос-Дионисиос-Моренас, церковь Аналипси (Вознесения Господня).
В 1912 году создано сообщество Филиатра.

## Сообщество Филиатра
В общинное сообщество Филиатра входят 12 населённых пунктов. Население 6791 житель по переписи 2011 года. Площадь 52,939 квадратного километра.
| Населённый пункт | Население (2011), человек |
| ---------------- | ------------------------- |
| Айия-Кириаки     | 197                       |
| Айия-Петамени    | 23                        |
| Агрилос          | 128                       |
| Врисес           | 34                        |
| Йолака           | 36                        |
| Кундрион         | 49                        |
| Лангувардос      | 59                        |
| Лембестена       | 81                        |
| Лименарион       | 102                       |
| Меролити         | 81                        |
| Стомион          | 32                        |
| Филиатра         | 5969                      |

## Население
| Год  | Население, человек |
| ---- | ------------------ |
| 1991 | 5959               |
| 2001 | 6711               |
| 2011 | ↘ 5969             |

## Уроженцы
- Николаос Либеропулос (род. 1975) — греческий футболист, нападающий клуба АЕК (Афины) и сборной Греции.
- Теодорос Бабаяннис (1905—1988) — греческий дирижёр и музыкальный педагог.